# Сьерра, Хусто
Хусто Сьерра Мендес (исп. Justo Sierra Méndez; 26 января 1848, Кампече, — 13 сентября 1912, Мадрид) — мексиканский политический и литературный деятель, историк и журналист. Член группы сьентификос.

## Биография

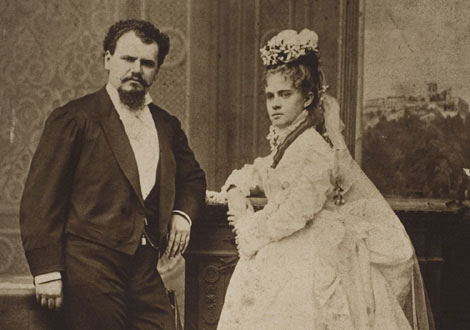
Хусто Сьерра вместе с супругой, 1874

Сын писателя Хусто Сьерры О’Райли. После смерти отца в 1861 году перебрался в Мехико в 13-летнем возрасте, застав иностранную интервенцию и патриотический подъём для сопротивления ей.
Получил юридическое образование, преподавал историю в подготовительной школе. В 1887 году стал членом Мексиканской академии языка, которую возглавлял в 1910—1912 годах до своей смерти.
Избирался в Палату депутатов. В 1905—1911 годах Сьерра Мендес занимал пост министра образования и изящных искусств в правительстве Порфирио Диаса, несмотря на свои либеральные симпатии и неприятие диасовского авторитарного режима. После свержения Диаса в ходе Мексиканской революции был в 1912 году назначен новым президентом Франсиско Мадеро и состоял в должности посланника в Испании. Вскоре умер в Мадриде от аневризмы, его останки были торжественно захоронены в Мексике на церемонии с присутствием президента Мадеро.
Придерживался либерально-позитивистских взглядов. В 1902 году Сьерра провозгласил лозунг «мексиканизации познания», призывая восстановить историческую роль метиса как специфически мексиканского типа, имевшего важное значение для процесса образования нации. В своей исторической концепции Сьерра старался освободиться от навязанных ранее схем, найти специфические закономерности развития страны.
Наиболее известные произведения Хусто Сьерры — «Национальная история Мексики» и «Политическая эволюция мексиканского народа» (Evolución política del pueblo mexicano) — в которых он отразил патриотизм мексиканцев, их борьбу с иностранными захватчиками в период Американо-мексиканской войны и Англо-франко-испанской интервенции, и важную роль президента Бенито Хуареса в этой борьбе (Сьерра также написал его биографию). Его тексты продолжали использоваться в школах и после Мексиканской революции, и министр просвещения Хосе Васконселос распорядился с этой целью переиздать его «Историю отечества» (Historia Patria).

## Память
Его имя высечено золотыми буквами (бронзой с позолотой) на Стене почёта в зале заседаний Палаты депутатов мексиканского Конгресса.